# Obversió lògica
Una obversió lògica  és una de les operacions que la lògica clàssica tradicional admetia com a operació lògica.
Consisteix en la modificació del judici aristotèlic de manera que canviant la qualitat del judici, afirmatiu-negatiu, i negant el terme predicat, obtenim un judici equivalent.
D'aquesta manera:
Tot S és P {\displaystyle \rightarrow } s'obverteix a {\displaystyle \rightarrow } Cap S és no-P
 Tots els espanyols són europeus  {\displaystyle \rightarrow }  Cap espanyol és no-europeu 

Cap S és P {\displaystyle \rightarrow } s'obverteix a {\displaystyle \rightarrow } Tot S és no-p
 Cap espanyol és americà  {\displaystyle \rightarrow } Tot espanyol és no-americà 

Algun S és P {\displaystyle \rightarrow } s'obverteix a {\displaystyle \rightarrow } Algun S no és no-p
 Algun espanyol és ros  {\displaystyle \rightarrow }  Algun espanyol no és no-ros 

Algun S no és P {\displaystyle \rightarrow } s'obverteix a {\displaystyle \rightarrow } Algun S és no-P
 Algun espanyol no és americà  {\displaystyle \rightarrow }  Algun espanyol és no-americà 
La lògica moderna en tractar els judicis aristotèlics com a funcions proposicionals canvia notablement el sentit lògic d'aquestes operacions, pel que avui dia aquestes propietats no tenen en realitat a penes importància lògica, encara que sí que poden ajudar al domini lògic del llenguatge.